# Генерација осамдесетих
Генерација осамдесетих (холандски: De Tachtigers) основали су иновативни покрет унутар холандске књижевности. У делима аутора који су стварали унутар овог покрета најчешће се јављају импресионизам и натурализам. Генерација осамдесетих посебно је значајна због обнове до које је дошло у поезији. Овај покрет сматра се касним наставком и снажном критиком дела из романтизма, период који је непосредно претходио ово покрету.
Најпознатији представници Генерације осамдесетих су: Вилем Клос, који је мање-више био вођа овог покрета, Хелена Сварт, Алберт Вервеј, композитор Алфонс Дипенброк, Фредерик ван Еден, Лодевејк ван Дејсел, Франс Еренс и Херман Хортер. Младо преминули Жак Перк, чије сонете је Вилем Клос објавио, био је за њих огроман узор.

## Период пре настанка покрета
Холандска књижевност у периоду између 1860. и 1880. окарактерисана је као реалистична са јаким моралистичким утицајем. Натурализам, који је стекао пораст у Француској, категорички је одбачен. Стендал је сматран циничним и неморалним, за ремек дело Гистава Флобера Мадам Бовари (1857) критичар Јан тен Бринк рекао је „Крајњи утисак Флоберовог првог романа је, упркос његовом изузетног таленту запажања и анализе, разочаравајућ и увредљив моралном осећају”. Књижевна критика овог доба била је изузетно конзервативна и свака иновација која потиче из иностранства подлагана је моралном тесту. Многа дела из овог времена била су без карактера и са мало инспирације и стога су подлегла зубу времена.

## Одступање од старог света
У последњој четвртини 19. века, таласи импресионизма, вагнеризма и натурализма кренули су да преплављују холандску обалу и настало је јасно књижевно буђење које је на крају кумулирало у „покрет осамдесетих”.
Група младих студената и уметника, рођених у периоду између 1855. и 1865, углавном пореклом из Амстердама и околине, осећала је аверзију према викторијанском свету који је Алфонс Дипенброк касније описао као „Огавна вулгарност бирократског света ’књижевника’ у чијем се центру као чудо појавио Водич’’. Многи од њих, између осталог Клос, Перк, Тимерман, Ван дер Хус, Хортер и касније Вервеј, били су под утицајем класичара и хуманисте Вилема Доренбоса, који је био њихов учитељ, а већина је такође и студирала класичне науке.
Они су презирали арогантност генерације пре њих: у свакодневном животу, али и у интелектуалној комуникацији. Били су ужаснути романтичарима као што су Николас Бетс, Бернард тер Хар, Ј.Ј.Л. тен Кате и Елиза Лаурилард, код којих је је религија испевавана као идеал. Приврженост хришћанству напуштена је у овом покрету, тако да је и само хришћанство, којим је књижевност до тог тренутка била прожета, одбијено. Били су у потрази за новим стилом живота, за стварањем „ни из чега”.

## Карактеристике
Генерација осамдесетих изазвала је револуцију у холандској књижевности. Ранија књижевност била је одбачена, уметност је била довољна.
Та нова књижевност морала је пронаћи нову форму. Посебно су тражили нова језичка средства и стварали неологизме. Увођење разговорног и грубог језика није било довољно. Представници овог покрета су у својој поезији константно трагали за новим, оригиналним изразима који би довољно добро изражавали њихове индивидуалне емоције.
Били су равнодушни према изрекама из речника, Библије и слично. Залагали су се за индивидуалну употребу јединствених речи, као што је Клос рекао „поезија је најиндивидуалнији израз најиндивидуалнијег осећаја”. То је била такозвана „уметност речима”, пуна неологизама и необичних сложеница. Клишеи су били замењивани оригиналним метафорама и елоквенцијом. Радило се пре свега о лепоти. Њихова креативност испољавана је употребом стилских фигура као што су оксиморон и синестезија.
Генерација осамдесетих одбацила је такође и принцип нужности у уметности: уметност има естетичну функцију и не мора да носи нек корисну поруку, односно у питању је ларпурлартизам. Они се нису бавили тренутним проблемима и нису заузимали никакве стране. Са друге стране, њихово стање ума је било њихова најважнија тема, дакле инвидиуална уметност. Акценат лежи мање на верској предаји него на „обожавању” лепоте.
Постоји низ карактеристика које су заједничке са романтичарским: индивидуализам, побуна, љубав према природи. Концепт који се односи на неке представнике Генерације осамдесетих јесте епифанија, опис искуства у којима се изненада открије неко чудо.

### Главни принципи
Принципи генерације осамдесетих могу се резимирати овако:
1. Естетицизам: величање лепоте;
2. Ларпурлартизам: уметност ради уметности; уметност не служи ничему другом осим да буде уметност;
3. Индивидуализам;
4. Јединство форме и садржаја: ово је у супротности са ранијим принципом да сваки израз може имати „обичан” и „уметнички оправдан” облик;
5. Посматрана стварност као полазна тачка: доводи до реализма, натурализма и сензитивизма;
6. Одавде логички произилази захтев за оригиналношћу и избегавање клишеа.

## Нови водич (Холандија)
Пошто су имали потешкоћа да објављују своја дела у постојећим часописима, као што је Водич, основали су 1885. сопствени часопис Нови водич, који је постао гласило покрета. Оснивачи, први уредници и власници били су Фредерик ван Еден, Франк ван дер Хус, Вилем Клос, Вилем Пап и Алберт Вервеј.
Име Нови Водич изабрано како би указало да је за њих часопис Водич одбачен. Међутим, часопис Нови Водич није био само часопис песника и писаца. Поред књижевне обнове Генерације осамдесетих, у часопису су се такође нашле разматрања науке, друштва и политике и одредиле лице часописа.
Прво издање Новог водича садржало је неколико поглавља из књиге Мали Јован Фредерика ван Едена. Каснија издања садрже многе важне публикације као што су: цело издање Малог Јована, књига сонета Вилема Клоса Књига детета и Бога и прва књига Хермана Хортера Мај (фебруар 1889). Хенријета Роланд Холст дебитовала је 1893. са шест сонета.

## Дела
Познати примери дела Генерације осамдесетих су:
- Сонети Жака Перка и Вилема Клоса
- Мај Хермана Хортера из 1889, песма у форми књиге која је сматрана врхунцем песништва осамдесетих
- Мали Јован Фредерика ван Едена, иако су његова дела у неком погледу најмање типична за Генерацију осамдесетих
- Лодевејк ван Дејсел писао је критике, два романа и роман о животу свога оца.

## Крај Генерације осамдесетих
Брзо је дошло до неслагања представника Генерације осамдесетих, посебно у оквиру редакције Новог водича која су била уметничке, политичке и етичке природе. Група се брзо сукобила и раздвојила. Од самог почетка су заправо унутар покрета биле присутне две струје: доминантно схватање уметности као индивидуалистично, са аполитичним Клосом на челу. Предводник другог покрета био је Ван дер Хус, који се залагао за праведно, социјалистичко друштво. Централна идеја био је колективизам и повезан је са покретом радника који је тада био у настајању.
Овај сукоб идеја довео је до раздора у периоду од 5 година. Настали су сукоби и међусобно су се критиковали што је довело до тога да је 1893. Вилем Клос остао једини у редакцији часописа Нови водич. У тренутку распада имали су огромну читалачку публику чији је број онда кренуо да опада. Часопис се међутим издавао све до 1943, али је након сукоба Генерације осамдесетих нестала та динамика и снага. Тиме је дошло и до краја овог покрета, иако су многи чланови и касније стварали нова дела.